# Michał Sulej
Michał Sulej (ur. 25 grudnia 1928 w Brześciu nad Bugiem, zm. 6 lipca 2002 w Warszawie) – polski kompozytor, pedagog, dyrygent.

## Życiorys
Absolwent dwóch wydziałów Państwowej Wyższej Szkoły Muzycznej im. F. Chopina w Warszawie (w 1953 r. Wydział II - organy w klasie prof. Feliksa Rączkowskiego i w 1955 r. Wydział I - kompozycja w klasie prof. Jana Maklakiewicza i prof. Tadeusza Szeligowskiego).
Wieloletni współpracownik wojskowych zespołów muzycznych, w których pełnił funkcje chórmistrza i dyrygenta, m.in. Centralnego Zespołu Artystycznego Wojska Polskiego. W latach 1969–1972 redaktor muzyczny Centralnej Poradni Amatorskiego Ruchu Artystycznego przy Ministerstwie Kultury i Sztuki. Od 1971 r. wykładowca w Akademii Muzycznej im. F. Chopina w Warszawie (Wydział V - wychowanie muzyczne, przedmioty: czytanie partytur, instrumentacja i propedeutyka kompozycji). Członek związków twórczych, m.in. Stowarzyszenia Autorów ZAiKS, Związku Polskich Autorów i Kompozytorów.
Kompozytor muzyki popularnej i rozrywkowej. Otrzymał szereg nagród i wyróżnień w konkursach kompozytorskich na pieśni chóralne, żołnierskie, młodzieżowe i dziecięce, m.in. Złoty Pierścień na Festiwalu Piosenki Żołnierskiej w Kołobrzegu w 1972 r. za piosenkę W defiladowym słońcu (słowa: Krystyna Pac-Gajewska). Odznaczony Medalem Komisji Edukacji Narodowej oraz Srebrnym Krzyżem Zasługi.